# Tourne-à-gauche (outil)
Pour les articles homonymes, voir Tourne-à-gauche.

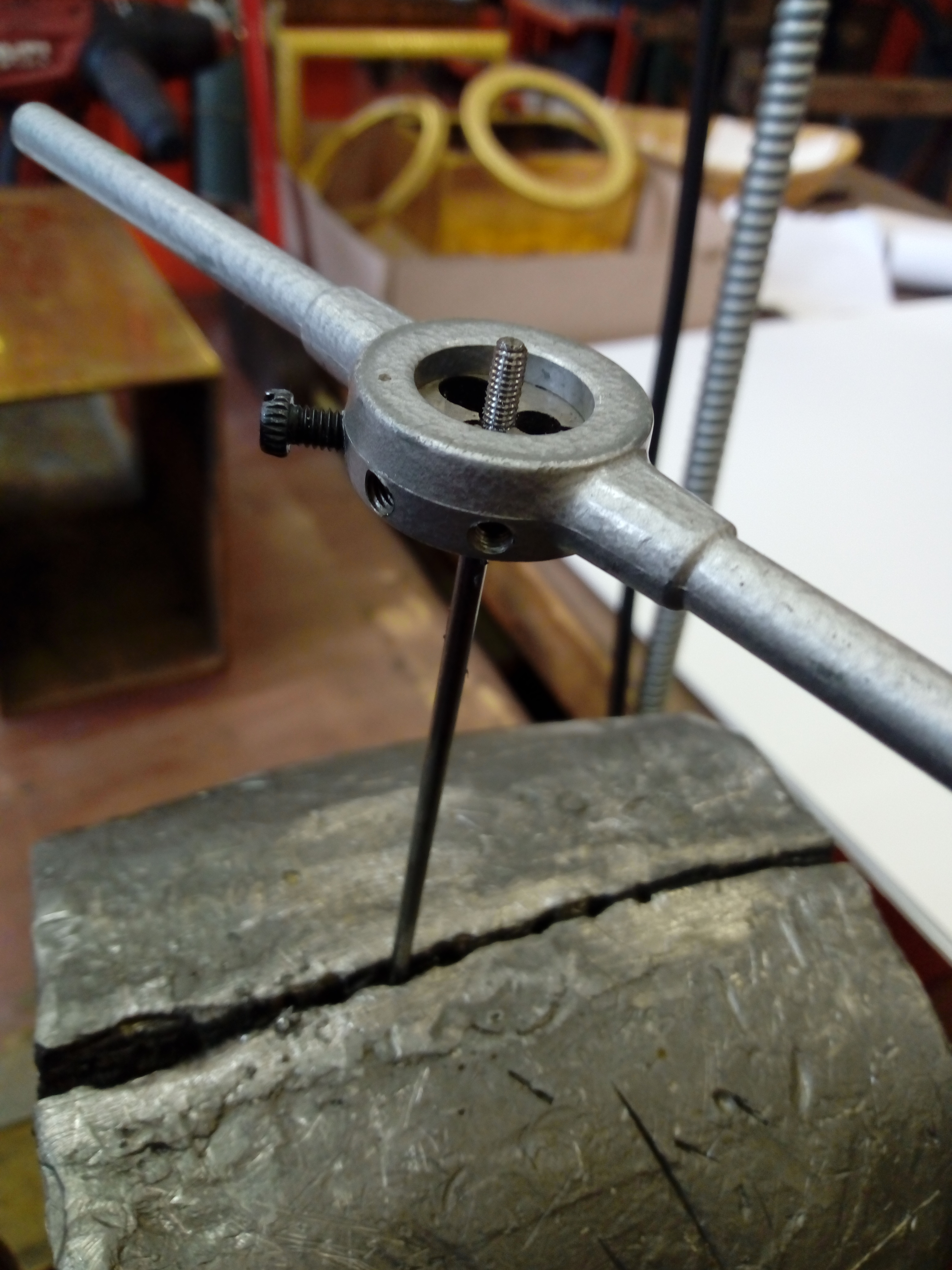
Tige en cours de filetage avec porte filière.

Le tourne-à-gauche parfois dénommé porte-taraud, est un porte-outil destiné à l'utilisation des tarauds manuels.
Le tourne-à-gauche est composé de deux manches montés à 180° sur une partie centrale comportant une paire de mâchoires mobiles destinées à solidariser le taraud avec le porte-outil.
Le nom tourne-à-gauche pourrait venir de la technique d'utilisation des tarauds manuels (principalement avec le taraud d'ébauche) : afin de réaliser des taraudages de bonne qualité, et surtout de ne pas casser les tarauds dans la pièce, il faut systématiquement faire tourner le porte outil d'un demi-tour dans le sens inverse des aiguilles d'une montre, donc à gauche, après avoir avancé d'un tour à droite, ceci dans le but de casser les copeaux qui risquent de bloquer l'outil et de dégager les débris de coupe. 
Il existe aussi des tourne-à-gauche à cliquet, dont le mode cliquet est principalement utilisable avec des forets ou des alésoirs.

## Autre usage
Un tourne-à-gauche est l'outil qui, solidarisé avec un extracteur, à filet inversé, permet de retirer la tige d'une vis dont la tête est cassée.
- Un trou est foré (de préférence avec un foret étagé spécial, appairé à l'extracteur) dans le corps de la vis cassée ;
- un extracteur, à filet inversé, et de taille adaptée au trou, y est enfoncé progressivement par vissage à l'aide du tourne-à-gauche ;
- ce (dé)vissage est effectué de droite à gauche (anti-horaire) ;
- l'extracteur, légèrement conique, s'enfonce progressivement jusqu'à ce que son diamètre excède celui du trou foré ;
- Lorsque l'extracteur atteint cette limite, la force (le couple) du dévissage se transmet à la vis cassée qui sort de son logement.